# Mora kommun
Mora kommun är en kommun i Dalarnas län. Centralort är Mora. 
Mora kommun är präglad av sin omfattande skogsmark. De högre partierna kännetecknas av en ökande andel myrar. Västra delen av kommunen har ett flackt landskap, medan områdena närmast väster om Siljan har  storskaliga formationer, där Gesundaberget utmärker sig med sin karakteristiska profil. Kring Orsasjön och Siljan breder öppna odlingsområden ut sig.
I Mora kommun är näringslivet präglat av en stark tradition av tillverkning och turism. Kommunen har en lång historia av metall-, snickeri- och snideriarbeten, med vävstolar, möbler, kyrkbåtar och dalahästar som typiska exempel på lokalt hantverk. Produkter från Mora, såsom knivar, kranar och dalahästar, är vanliga inslag i svenska hem och representerar den starka företagartraditionen. Näringslivet i kommunen omfattar också en rad innovativa företag, inklusive Next Green som tillverkar laddstationer för elbilar. Kommunens natur- och kulturliv lockar turister och har skapat en besöksnäring med många företag inom sektorn. 
Från det att kommunen bildades 1971 och fram till mitten på 1990-talet ökade folkmängden. Efter en minskning fram till år 2000 har folkmängden därefter stabiliserats. 
Centerpartiet och Socialdemokraterna har under alla år tävlat om titeln som kommunens största parti, utom valen 1994 och 1998 då kräftgång för Centerpartiet ledde till att Socialdemokraterna dominerade kraftigt.

## Administrativ historik
Kommunens område motsvarar socknarna: Mora, Sollerön, Venjan och Våmhus. I dessa socknar bildades vid kommunreformen 1862 landskommuner med motsvarande namn.
Morastrands municipalsamhälle inrättades 8 oktober 1893 och upplöstes 1908 när Morastrands köping bildades genom en utbrytning ur Mora landskommun.
Kommunreformen 1952 påverkade inte indelningarna i området. 1959 införlivades Mora landskommun i köpingen som samtidigt namnändrades till Mora köping.
Mora kommun bildades vid kommunreformen 1971 av köpingen samt landskommunerna Sollerön, Våmhus och Venjan.
Kommunen ingår sedan bildandet i Mora domsaga.

## Geografi
Kommunen gränsar i norr och nordväst till Älvdalens kommun, i sydväst till Malung-Sälens kommun, i söder till Vansbro kommun och Leksands kommun, i sydöst till Rättviks kommun samt i nordöst till Orsa kommun, alla i Dalarnas län. Kommunen gränsar i norr även till Härjedalens kommun i Jämtlands län.

### Topografi och hydrografi
Mora kommun är präglad av sin omfattande skogsmark, där barrblandskogar och tallskogar dominerar, särskilt på de magrare moränjordarna. De högre partierna kännetecknas av en ökande andel myrar.
I den norra delen består berggrunden delvis av porfyr. Sandsten i västra delen av kommunen resulterar i ett mer platt landskap, medan granitområdena närmast väster om Siljan ger upphov till storskaliga formationer, där Gesundaberget utmärker sig med sin karakteristiska profil.
Kring Orsasjön och Siljan breder öppna odlingsområden ut sig, där sedimentära bergarter i Siljansringen har format kalkrika jordar. Väster om Orsasjön ligger Morafältet, en av Sveriges mest betydande isälvsdeltaner, där Österdalälven skär genom landskapet. Här finns natursköna platser som det vackra dynfältet vid Bonäs och en serie meanderbågar, skulpterade av Österdalälven över tid.

### Naturskydd
År 2024 fanns 32 naturreservat i Mora kommun. Bland dessa kan nämnas klusterreservaten Norra Mora vildmark, Stopån, Våmhuskölen och Anjosvarden som tillsammans omfattar ett område om 20 000 hektar. I området hittas till exempel både myrmark och gammelskog vilket lockar fågelarter som gulärla, gluttsnäppa, småspov, lavskrika, tallbit och kungsörn.

### Administrativ indelning
Fram till 2016 var kommunen för befolkningsrapportering indelad i en enda församling, Mora församling.

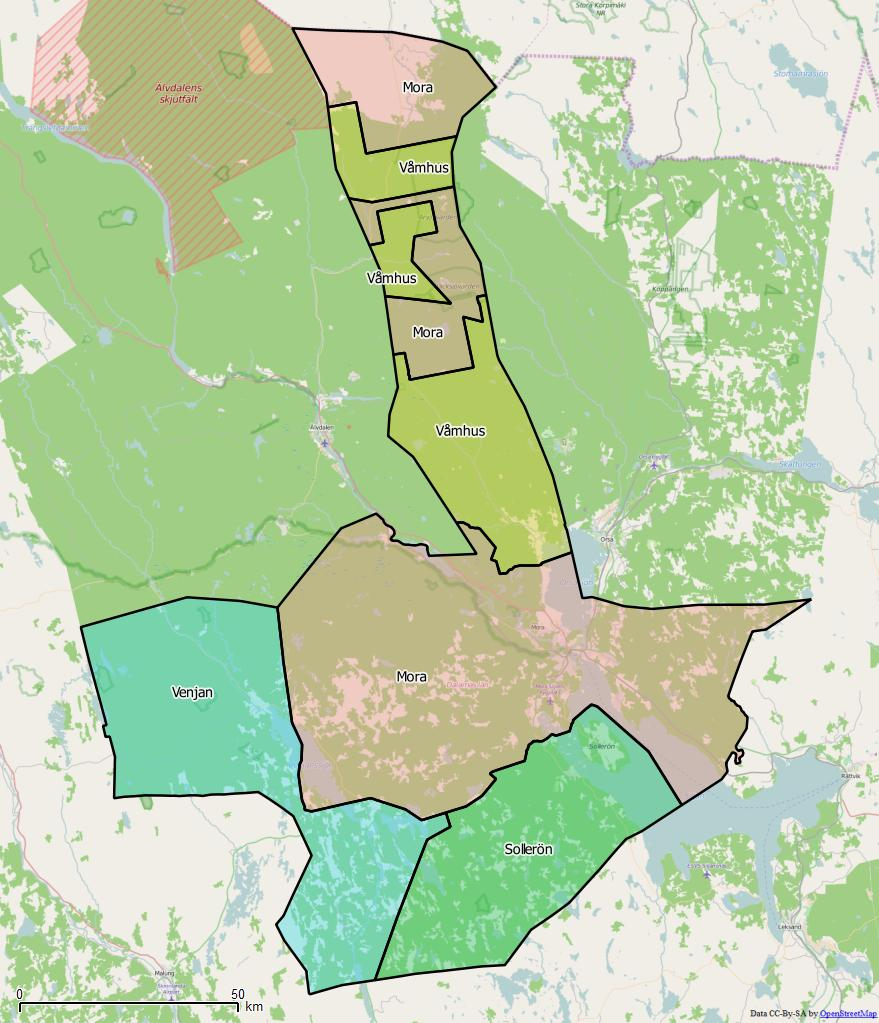
Distrikt (socknar) inom Mora kommun.

Från 2016 indelas kommunen i fyra distrikt, vilka motsvarar de tidigare socknarna: Mora, Sollerön, Venjan och Våmhus.

### Tätorter
Det finns 11 tätorter i Mora kommun.
I tabellen presenteras tätorterna i storleksordning per den 31 december 2015. Centralorten är i fet stil.
| Nr | Tätort          | Befolkning |
| -- | --------------- | ---------- |
| 1  | Mora            | 12 602     |
| 2  | Sollerön        | 860        |
| 3  | Våmhus          | 831        |
| 4  | Nusnäs          | 741        |
| 5  | Selja           | 547        |
| 6  | Stenis och Vika | 375        |
| 7  | Bonäs           | 370        |
| 8  | Vattnäs         | 345        |
| 9  | Vinäs           | 312        |
| 10 | Gesunda         | 260        |
| 11 | Venjan          | 226        |

## Styre och politik

### Styre
Mandatperioden 2010–2014 styrdes kommunen av en blocköverskridande koalition bestående av Socialdemokraterna och Centerpartiet. Tillsammans samlade partierna 23 av 41 mandat i kommunfullmäktige. Valet 2014 ledde till delvis maktskifte där Socialdemokraterna fick lämna plats för MoraAlliansen bestående av Centerpartiet, Moderaterna, Morapartiet, Kristdemokraterna och Folkpartiet. De beskrev att de skulle "bygga fler bostäder, ta ansvar för kompetensförsörjning, fokusera på kärnuppgifterna vård, skola och omsorg, ge företagen bättre förutsättningar med en utvecklad infrastruktur och möjlighet till ökad sysselsättning". Liberalerna åkte ur kommunfullmäktige i valet 2018 men övriga partier i koalitionen fick ökat stöd. De kvarvarande partierna i MoraAlliansen kunde således fortsätta styra kommunen. Samma koalition fortsätter styra kommunen även mandatperioden 2022–2026.

### Kommunfullmäktige

#### Presidium
| Presidium 2022–2026    | Presidium 2022–2026 | Presidium 2022–2026 |
| ---------------------- | ------------------- | ------------------- |
| Ordförande             | KD                  | Lennart Sacredeus   |
| Förste vice ordförande | C                   | Christina Bröms     |
| Andre vice ordförande  | S                   | Bigitta Solhberg    |

#### Mandatfördelning 1970–2022
| 19 | 2 | 19 | 5 | 4 |

| 40 | 9 |

| 2 | 18 | 6 | 15 | 4 | 4 |

| 41 | 8 |

|  | 18 | 5 | 17 | 4 | 4 |

| 40 | 9 |

|  | 19 | 3 | 18 | 2 |  | 5 |

| 41 | 8 |

|  | 19 | 3 | 20 |  |  | 4 |

| 40 | 9 |

| 2 | 18 | 3 | 17 | 3 |  | 5 |

| 38 | 11 |

| 3 | 17 | 2 | 2 | 15 | 3 | 2 | 5 |

| 33 | 16 |

| 2 | 15 |  | 16 | 4 | 3 | 8 |

| 32 | 17 |

| 19 | 5 | 3 | 6 | 6 | 5 | 5 |

| 29 | 20 |

| 4 | 12 |  |  |  | 2 | 5 | 4 | 6 | 5 |

| 24 | 17 |

| 3 | 12 |  |  |  | 15 | 2 | 3 | 3 |

| 25 | 16 |

| 2 | 12 |  |  | 3 | 13 | 2 | 2 | 5 |

| 24 | 17 |

| 2 | 12 | 2 |  | 4 | 11 |  | 2 | 6 |

| 22 | 19 |

| 2 | 12 | 2 | 3 | 4 | 11 |  |  | 5 |

| 24 | 17 |

| 2 | 10 |  | 4 | 6 | 12 | 2 | 4 |

| 27 | 14 |

| 2 | 10 | 5 | 8 | 9 | 2 | 5 |

| 26 | 15 |

### Nämnder

#### Kommunstyrelse
| Presidium 2022–2026    | Presidium 2022–2026 | Presidium 2022–2026 |
| ---------------------- | ------------------- | ------------------- |
| Ordförande             | C                   | Anna Hed            |
| Förste vice ordförande | M                   | Per Ericson         |
| Andre vice ordförande  | S                   | Lennart Sohlberg    |

#### Övriga nämnder
| Nämnd                      | Ordförande | Ordförande               | Vice ordförande | Vice ordförande   | Andre vice ordförande | Andre vice ordförande |
| -------------------------- | ---------- | ------------------------ | --------------- | ----------------- | --------------------- | --------------------- |
| För- och grundskolenämnden | M          | Maja Ryss                | C               | Pär-Johan Jönsson | S                     | Anna Bength           |
| Kultur- och fritidsnämnden | M          | Carina Jannesson Sjöberg | C               | Berit Olars       | S                     | Gunnar Nilsson        |
| Miljö- och byggnadsnämnden | M          | Per Ericson              | C               | Per-Erik Wiik     | C                     | Peter Helander        |
| Socialnämnden              | C          | Bert Persson             | M               | Joakim Turesson   | S                     | Nice Mattsson         |
| Teknik- och servicenämnden | KD         | Johan Lithén             | C               | Lars Nises        | S                     | Karolina Treson       |
| Valnämnden                 | KD         | Kristina Snäll           | M               | Christiane Djäken | S                     | Birgitta Sohlberg     |

### Vänorter
År 1949 inleddes det som kom att bli områdets längsta vänortsavtal då Morastrands köping tecknade vänortsavtal med finska Vörå. Avtalet övertogs 1971 av Mora kommun. Bakgrunden till avtalet var återuppbyggnaden av den finska staden efter andra världskriget. År 2012 hade Mora kommun tecknat ytterligare vänortsavtal, detta mot bakgrund av att dessa orter arrangerade långlopp på skidor:
- Comprensorio della Valle di Fiemme (Italien)
- Gausdals kommun (Norge)
- Kadrina (Estland)
- Mora, Minnesota (USA)
- Oberammergau (Tyskland)

Dessutom hade kommunen ett vänortsavtal med den kinesiska staden Changchun. Det avtalet bröts efter 16 år (2020) eftersom utbytet var "obefintligt" samt att man från politiken var "orolig över den politiska utvecklingen i Kina". År 2021 fanns totalt fyra vänortsavtal. De sades upp 2021 för att kommunen skulle arbeta med mer flexibla internationella utbyten, "där kommunens aktuella behov ska styra".

## Ekonomi och infrastruktur

### Näringsliv
I Mora kommun är näringslivet präglat av en stark tradition av tillverkning och turism. Ledande företag inkluderar FM Mattsson AB, Morakniv AB samt AB Wibe, som alla är tongivande inom sina respektive branscher. Kommunen har en lång historia av metall-, snickeri- och snideriarbeten, med vävstolar, möbler och dalahästar som typiska exempel på lokalt hantverk.
Moraandan fortsätter att prägla näringslivet och sätta kommunen på kartan. Produkter från Mora, såsom knivar, kranar och dalahästar, är vanliga inslag i svenska hem och representerar den starka företagartraditionen. Urproduktionen startade i Östnor och växte under 1800-talet med tillverkningen av vattenkranar och den ikoniska Morakniven. Idag återspeglas Moraandans anda i en mångfald av företag, från små traditionella till stora globala aktörer. 
Näringslivet i kommunen omfattar också en rad innovativa företag, inklusive Next Green som tillverkar laddstationer för elbilar. Handel är den största branschen i kommunen följt av tjänsteföretag, byggindustri och tillverkning. De cirka 2 000 aktiva företagen i kommunen genomsyras av en blandning av tradition och förnyelse.
Kommunens natur- och kulturliv lockar turister och har skapat en besöksnäring med många företag inom sektorn. Denna dynamik har även stärkt Mora kommuns position som handelsort.

### Infrastruktur

#### Transporter
Kommunen Mora genomkorsas av två viktiga riksvägar, nämligen riksväg 45 och riksväg 70. 
Centralorten Mora har en betydande roll som järnvägsort och fungerar som slutstation på järnvägslinjen från Borlänge till Mora. Denna järnvägslinje är en del av den större sträckan från Stockholm till Borlänge, vilket ger Mora en central placering för järnvägstrafiken i regionen.

#### Utbildning
Gymnasieskolan Mora Gymnasium har 11 nationella program.
Mora folkhögskola ligger i kommunen.

## Befolkning

### Demografi

#### Befolkningsutveckling
Kommunen har 20 540 invånare (31 december 2024), vilket placerar den på 122:a plats avseende folkmängd bland Sveriges kommuner. 
| Befolkningsutvecklingen i Mora kommun 1970–2022                                                                 | Befolkningsutvecklingen i Mora kommun 1970–2022 | Befolkningsutvecklingen i Mora kommun 1970–2022 | Befolkningsutvecklingen i Mora kommun 1970–2022 | Befolkningsutvecklingen i Mora kommun 1970–2022 |
| --- | ----------------------------------------------- | ----------------------------------------------- | ----------------------------------------------- | ----------------------------------------------- |
| |                                                 |                                                 |                                                 |                                                 |
| År |                                                 |                                                 | Folkmängd                                       |                                                 |
| 1970 | 1970                                            |                                                 | 17 095                                          |                                                 |
| 1975 | 1975                                            |                                                 | 17 927                                          |                                                 |
| 1980 | 1980                                            |                                                 | 19 376                                          |                                                 |
| 1985 | 1985                                            |                                                 | 19 892                                          |                                                 |
| 1990 | 1990                                            |                                                 | 20 549                                          |                                                 |
| 1995 | 1995                                            |                                                 | 20 930                                          |                                                 |
| 2000 | 2000                                            |                                                 | 20 132                                          |                                                 |
| 2005 | 2005                                            |                                                 | 20 212                                          |                                                 |
| 2010 | 2010                                            |                                                 | 20 153                                          |                                                 |
| 2015 | 2015                                            |                                                 | 20 101                                          |                                                 |
| 2020 | 2020                                            |                                                 | 20 492                                          |                                                 |
| 2022 | 2022                                            |                                                 | 20 679                                          |                                                 |
| Anm: Uppgifterna avser förhållandena den 31 december enligt den kommunala indelningen den 1 januari året efter. |                                                 |                                                 |                                                 |                                                 |

#### Invånare efter de vanligaste födelseländerna
Nedan redovisas de tio vanligaste födelseländerna.
| Födelseland      | Födelseland | Födelseland |
| ---------------- | ----------- | ----------- |
| 31 december 2021 |             |             |
| 1                | Sverige     | 18 834      |
| 2                | Syrien      | 164         |
| 3                | Finland     | 145         |
| 4                | Tyskland    | 130         |
| 5                | Afghanistan | 115         |
| 6                | Polen       | 105         |
| 6                | Turkiet     | 105         |
| 8                | Thailand    | 96          |
| 9                | Norge       | 93          |
| 10               | Eritrea     | 88          |

## Kultur

### Kulturarv
I området som utgör Mora kommun har människor levt sedan stenåldern, vilket sträcker sig tillbaka 8 000–10 000 år. Tack vare den rika skogen har timmerhus varit det traditionella sättet att bygga i trakten. Timmerhusens historia sträcker sig minst 1 000 år tillbaka i tiden, och framför allt under medeltiden, från 1200-talet till 1520, har dessa hus präglat landskapet.
Ett av de äldsta bevarade husen i Sverige, som inte är en religiös byggnad, är eldhuset från Fåsås, byggt 1237. Detta eldhus, den äldsta typen av timmerhus, har en öppen eldstad mitt på jordgolvet och användes för matlagning och uppvärmning. Idag kan besökare se detta historiska eldhus på Zorns gammelgård.
Kommunen har också en betydande koncentration av timmerhus från 1600-talet och framåt. Området kännetecknas av en rik kulturhistoria och ett omfattande kulturarv. Särskilt i byarna Sollerön, Färnäs, Bonäs och Vattnäs samt fäbodarna Bönsaberg, Nybolet, Matsäl och den välbevarade Södra Flenarna, finns en mängd riksintressanta platser. Dessutom omger fornminnen områdena kring Venjanssjön, Littersjön, Van och Vanån, Gesunda, Skejsnäset och Orsasjön. Södra Flenarna i Mora är ett utmärkt exempel på detta, och blev 1982 förklarad som byggnadsminne på grund av sin välbevarade status.

### Kommunvapen
Blasonering: I rött fält en bild av Sankt Mikael och draken, allt av guld.
Vapnet går tillbaka på ett gammalt sockensigill, vilket antyder att Mora kyrka varit helgad åt ärkeängeln Mikael. Som vapen fastställdes det för dåvarande Mora landskommun år 1946, medan Morastrands köping 1947 antog ett annat vapen. När dessa enheter gick samman 1958 antogs detta vapen för den nya enheten. Det samma skedde efter kommunbildningen 1971.

Morastrands köping (1947–1958)
Solleröns landskommun (1947–1970)
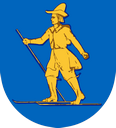
Venjans landskommun (1947–1970)
Våmhus landskommun (1950–1970)